# Požehování textilií
Požehování textilií je odstraňování volných konců vláken na přízi nebo na plošných textiliích za pomocí plamene, tažením přes rozžhavený válec nebo sálavým žárem infrazářičů.

## Požehování příze
Požehování (častěji nazývané opalování) jednotlivých nití je (v přepočtu na váhu materiálu) podstatně nákladnější než ožehování plošné textilie. Opalování tkalcovských nebo pletařských přízí se proto provádí jen u exkluzivních výrobků, běžné je však opalování příze z bavlny nebo syntetických stříží k použití na ruční práce a na šicí nitě.
Na opalovacích strojích prochází jednotlivé nitě hořáky (nebo přes žhavé těleso) za současného převíjení z jedné cívky na druhou. Jen zcela výjimečně se opalují jednoduché příze (vedením přes horké těleso z keramického materiálu). Obvyklé je opalování skaných přízí plamenem plynových hořáků při pohybu niti až 1500 m/min.

## Požehování plošných textilií

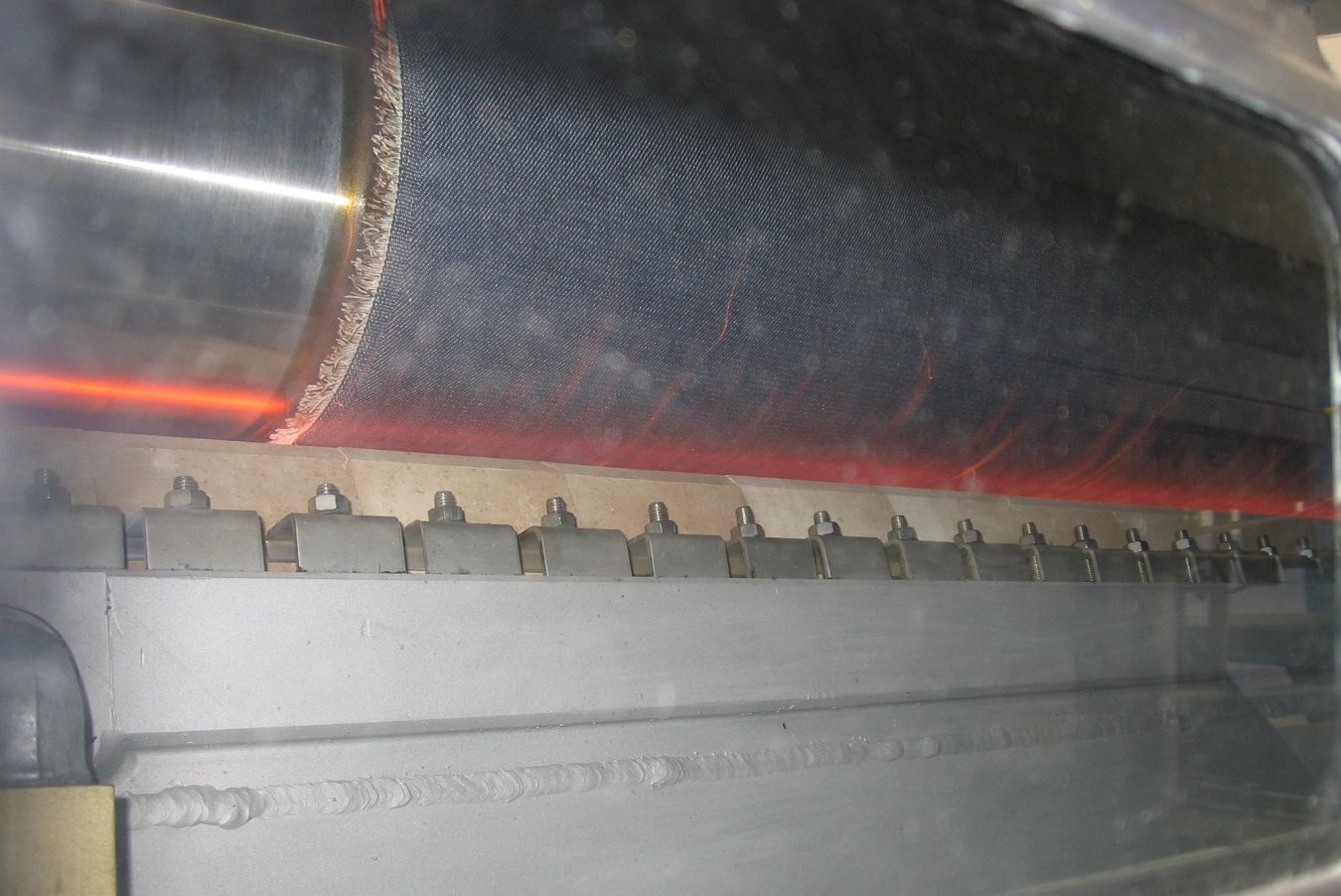
Požehování bavlněné tkaniny

K požehování přichází v úvahu nejčastěji tkaniny a pleteniny z bavlny a viskózy, požehují se však i textilie z vlny a syntetických vláken.
Požehování je nejčastěji zařazeno jako první operace v předúpravě textilií (před bělením, barvením atd.). U tkanin určených k potiskování je předchozí požehování nezbytné. Podle některých systémů zušlechťování se však požehování provádí až po barvení (vliv na barevný odstín).
Obvykle se požehuje na strojích s plynovými plamenovým hořáky, které dosahují teploty až 1300 °C. K intenzivnímu požehování se hořáky nastavují kolmo k textilii na vzdálenost 5–6 mm při rychlosti pohybu zboží 60–200 m/min., pro lehčí nebo choulostivější tkaniny se volí tangenciální směr plamene a vzdálenost 6–10 mm.
Pro požehování vlasových tkanin se používají válcové stroje vyhřívané na 700–800 °C s pracovní rychlostí 50–60 m/min.
Požehováním se dá do určité míry snížit náchylnost textilie ke žmolkování. Za tím účelem se obzvlášť textilie ze staplových polyesterových přízí požehují navlhčené a při snížené rychlosti průchodu materiálu.
Stroje jsou vybaveny kartáčovacím zařízením, odsáváním a dusičem jisker. Teplota požehované textilie je permanentně měřena a podle ní se automaticky reguluje intenzita opalování.
Vedle univerzálních zařízení se vyrábí také požehovací stroje konstruované jen pro určitý druh textilií, např. na pleteniny, koberce nebo netkané textilie.